# Chlorops constrictus
Chlorops constrictus är en tvåvingeart som beskrevs av Becker 1912. Chlorops constrictus ingår i släktet Chlorops och familjen fritflugor. Inga underarter finns listade i Catalogue of Life.